# Equisetum
Equisetum (dương xỉ đuôi ngựa) là chi còn sống duy nhất trong họ Equisetaceae, họ thực vật có mạch sản xuất bào tử thay vì hạt.
Equisetum là một "hóa thạch sống" vì nó là chi duy nhất của cả lớp Equisetopsida, trong hơn một trăm triệu năm đa dạng hơn và chiếm ưu thế của rừng Paleozoi muộn. Một số loài Equisetopsida là cây lớn có chiều cao tới 30 mét. Các loại Calamites của họ Calamitaceae, ví dụ, là rất phong phú trong các mỏ than từ thời kỳ Than đá.
Một giống cây trồng hoa quả tương đối nhưng không liên quan gì đến nhau, dương xit đuôi ngựa (Hippuris) đôi khi được gọi là "đuôi ngựa", và thêm vào sự nhầm lẫn, cái đuôi của cái đuôi tên đôi khi được áp dụng cho Equisetum.
Các mô hình khoảng cách của các nút trong ngọc bích, trong đó những người về phía đỉnh của các chồi đang ngày càng gần nhau, lấy cảm hứng từ John Napier để khám phá logarithms. 